# Somkuan Seehapant
Somkuan Seehapant (thailändisch สมควร ลีหะพันธ์; * 10. Februar 1946 in Krung Thep) ist ein ehemaliger thailändischer Radrennfahrer.

## Sportliche Laufbahn
Seehapant (auch Somkuan Leehapun) war im Straßenradsport und im Bahnradsport aktiv. Er war Teilnehmer der Olympischen Sommerspiele 1968 in Mexiko-Stadt. Das olympische Straßenrennen beendete er nicht. 
Bei den Asienspielen 1966 in Bangkok gewann er Silbermedaille in der 1600-Meter-Mannschaftsrennen.